# Rezerwat przyrody Krzemianka
Rezerwat przyrody „Krzemianka” – leśny rezerwat przyrody położony na terenie gminy Czarna Białostocka oraz gminy Dobrzyniewo Duże w województwie podlaskim. Leży w granicach Parku Krajobrazowego Puszczy Knyszyńskiej.
- Powierzchnia według aktu powołującego: 230,91 ha (obecnie podawana wielkość – 230,63 ha[1])
- Rok powstania: 1987
- Rodzaj rezerwatu: leśny[1]
- Cel ochrony: zachowanie ze względów naukowych, dydaktycznych i przyrodniczych ekosystemów leśnych charakterystycznych dla Puszczy Knyszyńskiej, obszarów źródliskowych oraz licznych stanowisk rzadkich i chronionych gatunków roślin i zwierząt[1][2].
- Przedmiot ochrony: łęgi olszowo-jesionowe w dolinie rzeki Krzemianki z licznymi źródliskami oraz kopalnia krzemienia.